# Willem van de Velde il Giovane
Willem van de Velde il Giovane (Leida, dicembre 1633 – Londra, 6 aprile 1707) è stato un pittore olandese.

## Biografia
Fu artista di vedute marine come il padre Willem van de Velde il Vecchio, mentre il fratello Adriaen van de Velde si specializzò in paesaggi e figure di animali. Inizialmente fu istruito dal padre e in seguito da Simon de Vlieger, pure artista di marine. Dal 1652 è documentato ad Amsterdam e nel 1672/1673, assieme al padre, entrò a servizio di Carlo II d'Inghilterra e dal 1691 visse alla Westminster, dove morì nel 1707.

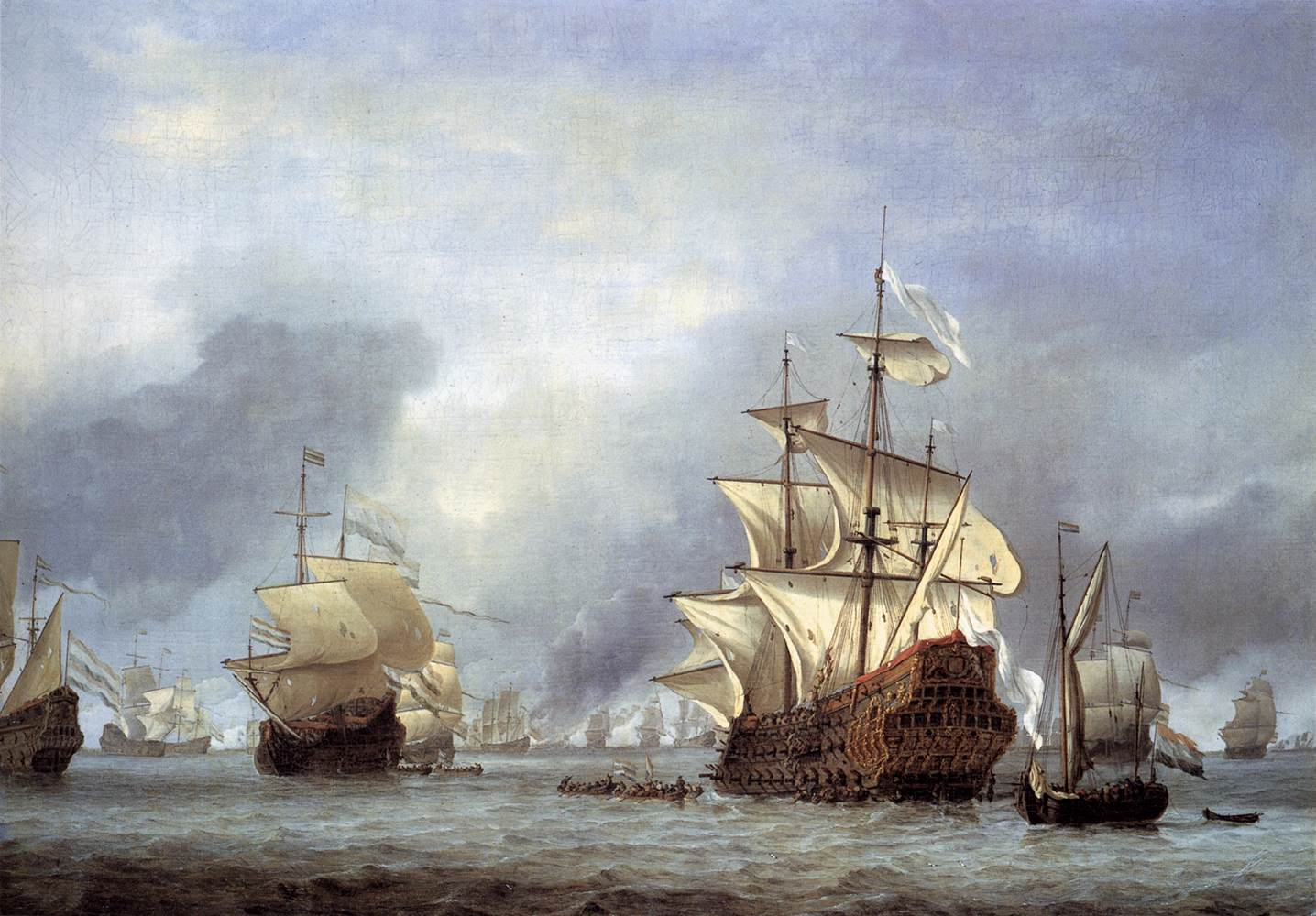
Partenza della nave di bandiera inglese, la Royal Prince, 1666, Rijksmuseum Amsterdam

La sua opera segnò il culmine del genere della marina olandese nel corso del XVII secolo, grazie anche alla perfetta conoscenza delle tecniche navali e alla padronanza del disegno, della luce e degli effetti atmosferici e climatici. Probabilmente, quale abile disegnatore, fu testimone alle battaglie navali tra le marine olandese e inglese, che riprodusse in composizioni armoniose e capaci di trasmettere le emozioni del momento. Notevole è la resa anche di scene di tempesta o calme vedute nei pressi dei porti o della costa.
Solo nella sua fase più tarda si manifestano i segni di una certa routine.